# Javier Artigas Pina
Javier Artigas Pina (Saragossa, 6 de setembre de 1964 -) és un professor, investigador i intèrpret; organista i clavicembalista.

## Biografia
Va iniciar els seus estudis musicals com a nen cantor de l’Escolania d'Infants de la Nostra Senyora del Pilar de Saragossa, on va tenir de professor al Dr. José Vicente González-Valle. Posteriorment, continua els seus estudis musicals al Conservatori de Saragossa, formant-se en piano, orgue i clavicèmbal amb el professor José Luis González Uriol, estudis els quals va terminar amb la màxima qualificació i obtenint el Premi Extraordinari Fi de Carrera.
Després de finalitzar els seus estudis, va marxar a Barcelona per continuar formant-se amb Montserrat Torrent, Michael Radulescu, Marie-Claire Alain, Lionel Rogg o Klemens Schnorr, entre d'altres. Amb aquests contactes internacionals, es va donar a conèixer arreu d'Europa i, fins i tot, va arribar a ser organista litúrgic a Munich durant alguns estius. A més, durant aquests anys, és organista a l'Esglèsia Parroquial de Sant Gil Abad i és titular dels orgues de la Basílica-Catedral de Nostra Senyora del Pilar de Saragossa.

## Trajectòria professional
Des de 1984 realitza concerts per Espanya, Europa, Amèrica i Àsia en aquells festivals referits a música d'orgue, calvicèmbal, clavicordi i a Música Antiga. Ho fa tant essent solista o membre de grups de cambra com; Ministriles de Marsias, Les Sacqueboutiers de Toulouse, I Turchini.
Internacionalment, és reconegut com a especialista de música històrica espanyola per a tecla, ja que ha sigut membre de l'equip científic del Consell Superior d'Investigació Científica (CSIC), una agència per a la investigació, en aquest cas musical, de l'Estat. S'ha encarregat de transcriure, estudiar i editar les obres de música per a tecla, arpa i viola de mà d'Antonio de Cabezón i de Sebastián Aguilera de Heredia. Per això, exerceix de formador en cursos i conferències sobre interpretació de música antiga en diferents institucions educatives d'arreu Europa i Amèrica.
En la seva carrera solista, també destaquen participacions en gravacions sonores per a Ràdio Nacional d'Espanya (RNE), RTVE i Ràdio Clàssica, realitzant diversos discos.
També, dirigeix i participa en la restauració i inauguració d'orgues arreu del món. És el cas de la inauguració del orgue del Jubileu de la Basílica de Santa Maria degli Angeli de Roma o la restauració del orgue de la Basílica-Catedral de Nostra Senyora del Pilar de Saragossa
En aquests moments, és catedràtic i cap del Departament de Música Antiga i catedràtic numerari d’orgue i clave del Conservatori Superior de Música de Múrcia. Ha participat en diferents comissions per l'elaboració de les normes per l'ensenyament superior artístic. A més, és col·laborador en centres d'educació musical com l'ESMUC i la Universitat Autònoma de Barcelona, essent professor  de màster.
A Múrcia, també ha sigut creador artístic del Cicle d'orgue de la regió.